# خمیر کاری

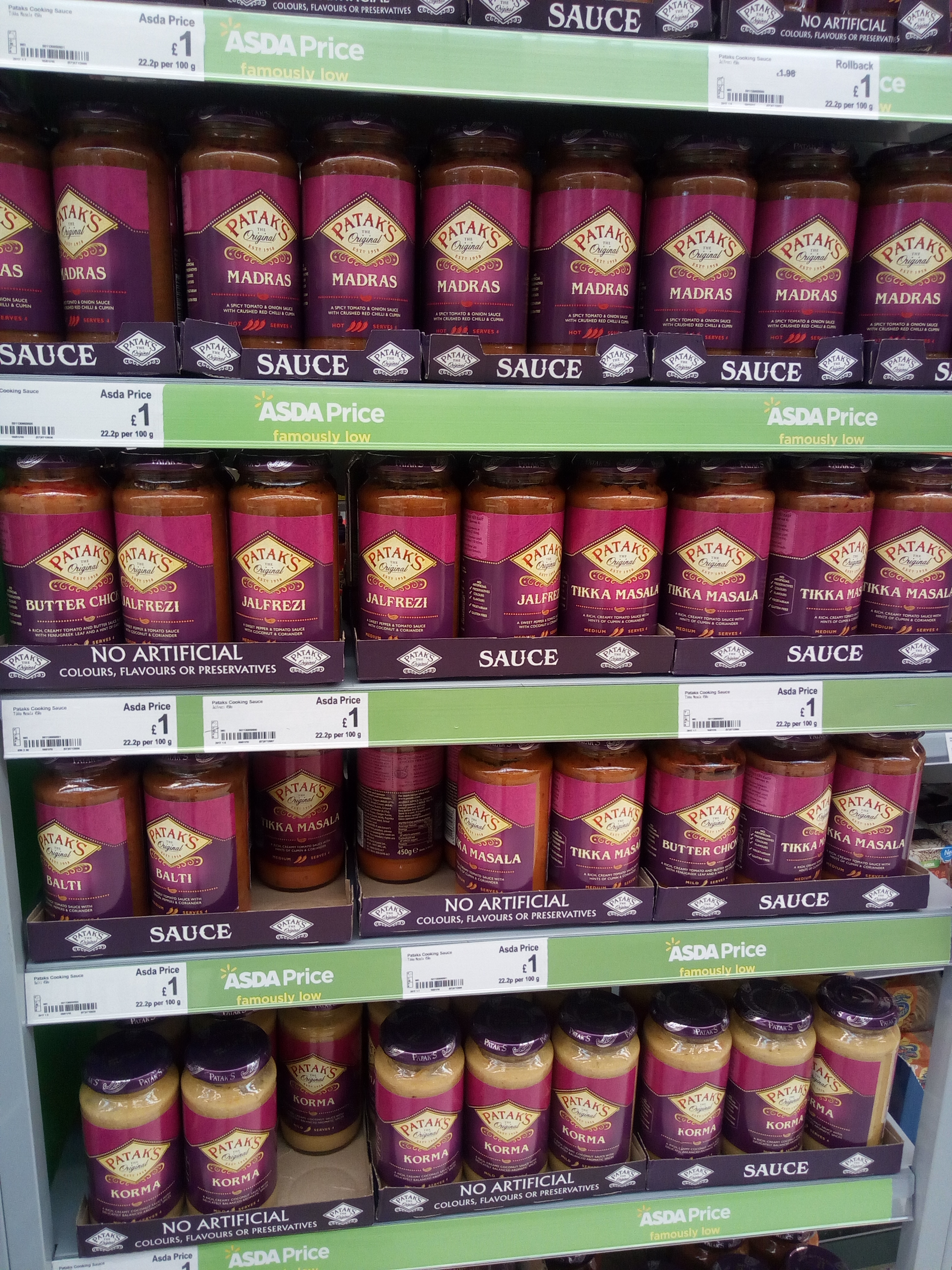
خمیر کاری هندی در یک سوپرمارکت بریتانیایی

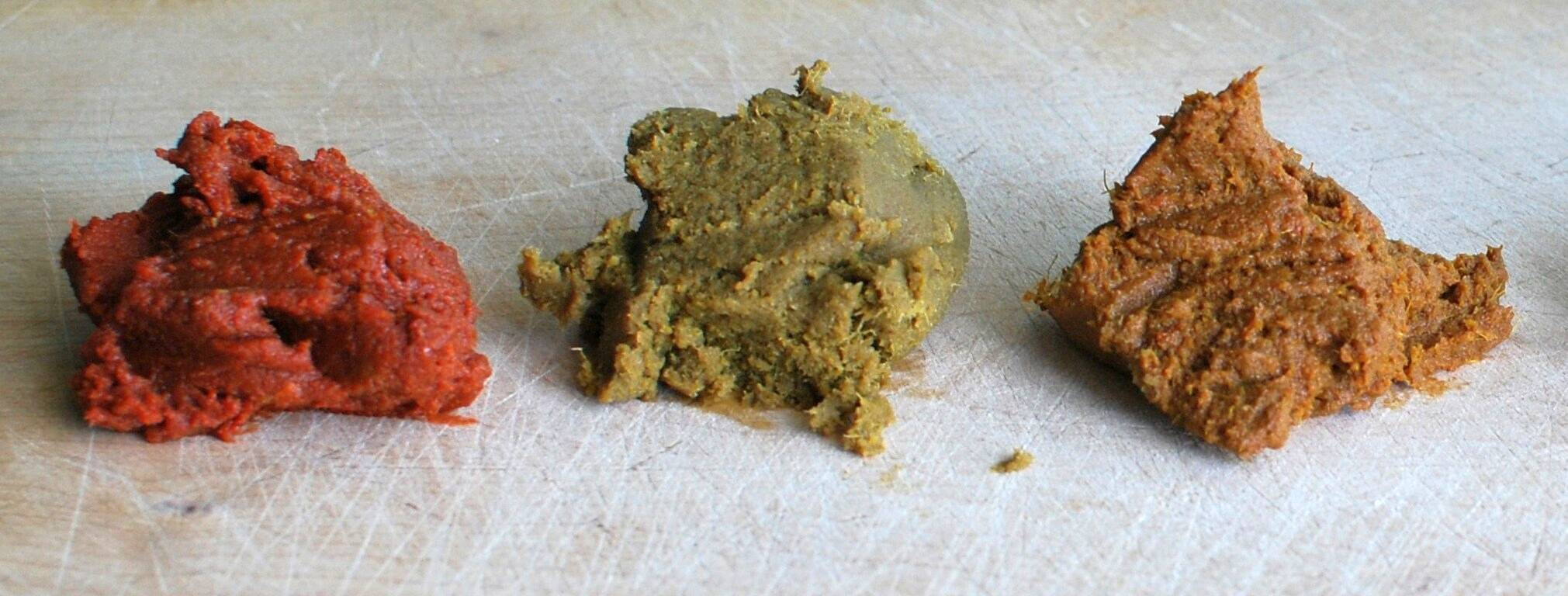
خمیر کاری قرمز، سبز و زرد تایلندی

خمیر کاری ترکیبی از مواد اولیه با غلظت خمیر است که در تهیهخورش کاری استفاده می‌شود. بسته به منطقه و همچنین نوع آشپزی در همان منطقه، انواع مختلفی از خمیر کاری وجود دارد.
اعتقاد بر این است که خمیر کاری از طریق مسیرهای تجاری با جنوب هند و از طریق آشپزخانه‌های دربارهای سلطنتی هند بزرگ جنوب شرقی آسیا، که در آنجا خمیر کاری با ذائقه‌ی محلی و همچنین ادویه‌ها و گیاهان دارویی موجود تطبیق داده می‌شد، وارد غذاهای جنوب شرقی آسیا شده است. در آشپزی برمه ، زردچوبه به مخلوط فلفل چیلی، سیر ، زنجبیل و پیاز اضافه می‌شد. تهیه خمیر کاری از هند از طریق جاوه وارد غذاهای سلطنتی خمر شد و سپس به آشپزخانه‌های سلطنتی پادشاهی آیوتایا راه یافت، جایی که زردچوبه با هل و تمر هندی جایگزین شد. در آشپزی کامبوجی و تایلندی، علف لیمو و خسرودار به مخلوط اضافه می‌شد. در آشپزی مالزیایی از برگ‌های لیموی وحشی بیشتری استفاده می‌کنند، در حالی که در آشپزی ویتنامی، بادیان ختایی بیشتری اضافه می‌کنند. در آشپزی اندونزیایی بیشتر از دارچین (یا کاسیا)، میخک و جوز هندی استفاده می‌کنند. 